# 佐藤敬 (実業家)
佐藤 敬（さとう たかし、1972年（昭和47年）9月23日 - ）は、日本の実業家・銀行家。荘内銀行代表取締役頭取兼北都銀行代表取締役頭取。フィデアホールディングス取締役。

## 来歴・人物
秋田県大仙市出身。1995年（平成7年）、新潟大学経済学部卒業後、北都銀行に入行。
土崎支店長兼土崎南支店長、常務執行役員等を経て、2024年（令和6年）6月から取締役専務執行役員を務める。
2027年（令和9年）1月1日に「フィデア銀行」を発足させることに伴い、フィデアHDは新銀行準備のため、2025年（令和7年）4月1日付で傘下2行を「実質1行」の経営体制にすることになり、同日付で荘内、北都両行の頭取を兼務する形で昇格し、合併時の初代頭取に就任する。佐藤は記者会見で「経営統合の効果を早期に発揮したい。より一層、地域の事業者や自治体への支援を強化できるような体制整備を進める」と抱負を語った。

## 経歴
- 1995年（平成7年）
  - 3月 - 新潟大学経済学部卒業
  - 4月 - 北都銀行入行
- 2014年（平成26年）2月 - 同行経営企画部経営企画グループ グループマネージャー[3]。
- 2017年（平成29年）4月 - フィデアホールディングス経営統括グループ長[3]。
- 2020年（令和2年）4月 - 北都銀行土崎支店長兼土崎南支店長[3]。
- 2021年（令和3年）
  - 2月 - 同行土崎支店長兼高清水支店長兼将軍野支店長兼土崎南支店長[3]。
  - 4月 - 同行執行役員土崎支店長兼高清水支店長兼将軍野支店長兼土崎南支店長[3]。
- 2022年（令和4年）
  - 4月 - 同行常務執行役員[3]。
  - 6月 - 同行取締役常務執行役員[3]。
- 2024年（令和6年）6月 - 同行取締役専務執行役員[3]。
- 2025年（令和7年）
  - 4月1日 - 同行代表取締役頭取および荘内銀行代表取締役頭取[3]。
  - 6月24日 - フィデアホールディングス取締役。
- 2027年（令和9年）1月1日 - フィデア銀行代表取締役頭取[3]。